# Antonio Cantafora
Antonio Cantafora (Pseudonym: Michael Coby; * 2. Februar 1944 in Crotone; † 20. April 2024 in Rom) war ein italienischer Schauspieler.  

## Leben
Cantafora studierte Schauspiel bei Alessandro Fersen und feierte 1967 sein Leinwanddebüt. Seinen Durchbruch erreichte er als Michael Coby durch diverse Italowestern und Action-Komödien mit seinem oftmaligen Filmpartner Paul L. Smith, die sie seit 1973 als Doppelgänger von Terence Hill und Bud Spencer plagiatsnahe Filme in deren Stil drehten. Später wandte er sich auch ernsthafteren und anspruchsvolleren Aufgaben zu, meist in tragenden Nebenrollen. Dabei drehte er auch im Ausland (wie in Brasilien) und immer häufiger für das Fernsehen.
Antonio Cantafora starb am 20. April 2024 im Alter von 80 Jahren in Rom.

## Filmografie (Auswahl)
- 1967: Escondido (El Desperado)
- 1969: Satan der Rache (E Dio disse a Caino)
- 1971: Black Killer
- 1971: Roma Bene – Liebe und Sex in Rom (Roma bene)
- 1971: Spara Joe… e così sia!
- 1972: Baron Blood (Gli orrori del castello di Norimberga)
- 1972: Kopfgeld für einen Killer (Un bounty killer a Trinità)
- 1972: Schicke deinen Teufel in meine heiße Hölle (Metti lo diavolo tuo ne lo mio inferno)
- 1973: Drei Spaghetti in Shanghai (Crash! Che botte strippo, strappo, stroppo)
- 1973: …E continuavano a mettere lo diavolo ne lo inferno
- 1974: Vier Fäuste schlagen wieder zu (Carambola)
- 1975: Vier Fäuste und ein heißer Ofen (Carambola, filotto… tutti in buca)
- 1975: Wir sind die Stärksten (Noi non siamo angeli)
- 1975: Zwei irre Typen mit ihrem tollen Brummi (Simone e Matteo un gioco di ragazzi)
- 1976: Vier Fäuste – Hart wie Diamanten (Il vangelo secondo Simone e Matteo)
- 1977: Sahara Cross
- 1978: Lady Diamond (The Bitch)
- 1979: Supersonic Man
- 1983: Gabriela (Gabriela)
- 1985: Das Attentat (Attentato al papà) (Fernsehfilm)
- 1986: Dämonen (Demoni 2 – L’incubo ritorna)
- 1987: Fellinis Intervista (Intervista)
- 1988: Der Commander
- 1989: Wenn die Masken fallen (Torrents of Spring)
- 1991: Zwischen Nacht und Traum (In camera mia)
- 1993: Der blutige Weg zur Macht (La chance)
- 1993: Giovanni Falcone – Im Netz der Mafia (Giovanni Falcone)
- 1998: Mein treuer Freund Buck (Buck e il braccialetto magico)
- 2004: The Card Player – Tödliche Pokerspiele (Il cartaio)